# Akaigava
Akaigava (japánul: 赤井川村) egy falu Hokkaidó prefektúrában, Japánban. Akaigava lakónépessége 2008-ban 1264 fő volt. Akaigava területe 280,11 km². A falu tengerszint feletti magassága 146 méter.

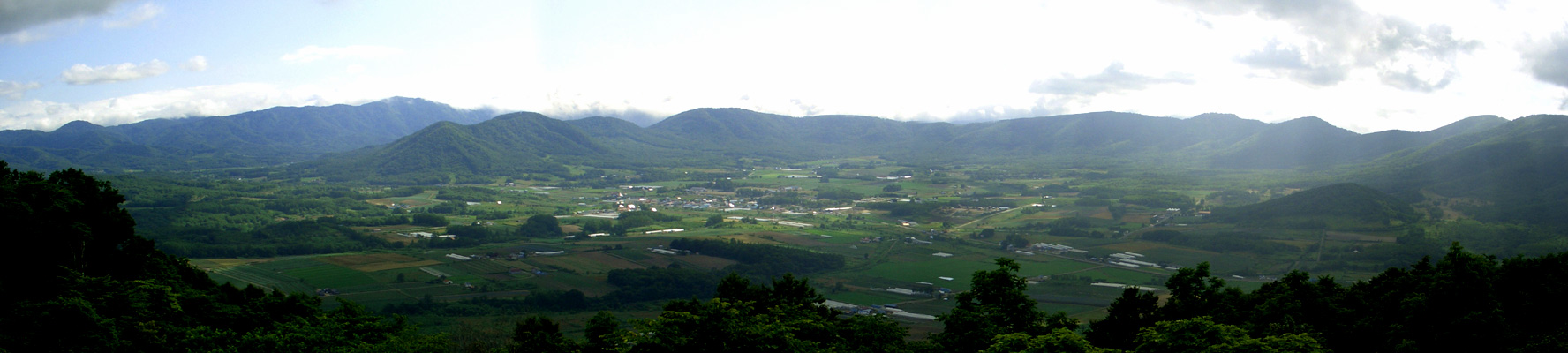
Panorámakép Akaigaváról

## Népesség
| Lakosok száma | 1262 | 1121 | 1176 |
|               | 2010 | 2015 | 2020 |